# Форт Тотен (Северна Дакота)
Форт Тотен (енгл. Fort Totten) насељено је место без административног статуса у америчкој савезној држави Северна Дакота.

## Демографија
По попису из 2010. године број становника је 1.243, што је 291 (30,6%) становника више него 2000. године.
| Група             | 2000.    | 2010.     |
| Белци             | 8 (0,8%) | 11 (0,9%) |
| Афроамериканци    | 1 (0,1%) | 0 (0,0%)  |
| Азијати           | 0 (0,0%) | 0 (0,0%)  |
| Хиспаноамериканци | 7 (0,7%) | 12 (1,0%) |
| Укупно            | 952      | 1.243     |